# Francisco de Sales
San Francisco de Sales (Castillo de Sales, Thorens-Glières, Ducado de Saboya, 21 de agosto de 1567-Lyon, Francia, 28 de diciembre de 1622) fue un clérigo católico. Fue nombrado obispo de Ginebra, Suiza, pero nunca pudo ocupar el cargo debido al calvinismo y permaneció en su residencia saboyana de Annecy. Fue proclamado beato en 1662 y santo en 1665 por Alejandro VII y doctor de la Iglesia en 1877 por Pío IX. Su festividad es el 24 de enero. 
Procedente de una familia noble, eligió el camino de fe cristiana dedicando su vida a Dios y renunció a todos sus títulos de nobleza. Se convirtió en uno de los teólogos más respetados de su tiempo. Fue un gran predicador y fundó, con la baronesa Juana de Chantal, la Orden de la Visitación. Ejerció una fuerte influencia dentro de la Iglesia Católica y también fue muy relevante entre gobernantes civiles, especialmente los duques de Saboya Carlos Manuel I y Víctor Amadeo I, la regente de Saboya, Cristina de Francia, y los reyes de Francia Enrique IV y Luis XIII.
Estudió humanidades y teología en el Colegio de Clermont, de los jesuitas. Continuó sus estudios en la Universidad de París. En la Universidad de Padua estudió derecho, como deseaba su padre, concluyendo la carrera de forma brillante con el doctorado en derecho canónico y derecho civil.
Dejó un importante testimonio escrito sobre la vida cristiana. En 1923 la Iglesia católica lo nombró santo patrón de los periodistas y de los escritores.

## Biografía
Francisco de Sales nació el 21 de agosto de 1567, en una familia católica de la nobleza, en el castillo de Sales, en Thorens-Glières, a unos veinte kilómetros de Annecy. Su padre, Francisco, era señor de Sales, de Boisy y de Novel, y su madre, Francisca, era hija de Melchor Urbain de Sionna, señor de La Thuile y de Vallières, en Saboya. Su padre tenía el prestigioso y lucrativo cargo de maître d'hôtel del príncipe Sebastián de Luxemburgo-Martigues y sirvió como oficial en el ejército del rey de Francia, Francisco I. El futuro santo era el primogénito de seis hermanos.
Fue bautizado el 28 de agosto de 1567 con el nombre de Francisco, en honor de san Francisco de Asís. Hasta 1569 fue criado, como cualquier niño noble, por una niñera. Después, durante seis años, fue educado por su padres. Aprendió a manejar las armas muy joven.

### Sus estudios
De 1573 a 1575, fue estudiante del Colegio de Plain-Château, en La Roche-sur-Foron. En 1575 a 1578 estudió en el Colegio de Chappuisien, en Annecy, donde se relacionó con la nobleza y aprendió francés, ya que antes usaba el patois. A los diez años, como otros niños de su edad, recibió la primera comunión, y, poco después, recibió la confirmación. Gallois de Regard, un amigo de la familia de Sales, le confirió la tonsura en la Iglesia de San Esteban de Clermont, el 20 de septiembre de 1578, a los 11 años.
Alrededor de 1578 continuó sus estudios en el Colegio de Clermont, de los jesuitas, que estaba donde actualmente se encuentra el Liceo Louis-le-Grand, bajo la dirección de su preceptor, el sacerdote Jean Déage, en compañía de tres primos suyos. Estudió retórica, latín, griego antiguo, hebreo, filosofía y teología.
Fue a París derecho en la Universidad de la Sorbona acompañado de su preceptor, Déage, y de tres de sus primos. Francisco estudió "cursos de artes" de octubre de 1558 a 1588. Aprendió filosofía, matemáticas, historia y música, retórica y gramática. Tuvo un gran interés por la teología de san Agustín de Hipona y de santo Tomás de Aquino, sobre todo en lo que respecta a la gracia y a la predestinación.
Juan Calvino había realizado una teología no católica sobre la predestinación basándose en los escritos de san Agustín de Hipona y santo Tomás de Aquino. Esta perspectiva provocó una gran desesperanza en Francisco de Sales, que durante diez semanas, entre diciembre de 1586 y enero de 1587, creyó que estaba predestinado al infierno. Rezó ante una imagen de la Virgen en la iglesia de San Esteban des Gres, de los dominicos, y se sintió liberado de esas creencias. Luego prometió llevar una vida de castidad, oración y penitencia. Continuó con sus estudios, y logró su licenciatura y su maestría en la primavera de 1588.
En otoño de 1588 fue a estudiar derecho en la Universidad de Padua con su preceptor, Déage, y con su hermano Gallois. Buscando dirección espiritual, recurrió al jesuita Antoine Possevin, por el cual hizo los ejercicios espirituales. San Francisco de Sales dedicó mucha atención a san Agustín de Hipona, san Jerónimo de Estridón, san Juan Crisóstomo y santo Tomás de Aquino.
Rechazando la vida mundana, continúa llevando una existencia muy austera. Cayó gravemente enfermo, llegando a creer que iba a fallecer. Sin embargo, sanó. Tras dos años de estudio en Padua logró su doctorado in utroque iure -en derecho canónico y derecho civil-. El diploma le fue entregado por Guido Panciroli en 1592. Viajó por Italia a Loreto, Roma y Venecia.

### Ordenacion sacerdotal
Cuando fue a La Thuile, en 1592, su padre le ofreció el señorío de Villaroger y le presentó a una mujer para que se casase con ella. Francisco de Sales, sin embargo, reafirmó su voluntad de ser sacerdote.
Claude de Granier, obispo de Ginebra, se encontraba en Annecy, pues en la ciudad dominaba el calvinismo. Francisco de Sales se puso la sotana el 10 de mayo de 1593, y al día siguiente se convirtió en canónigo de Annecy; el 13 de mayo, renunció a su derecho de nacimiento, así como a su título de señor de Villaroger. Se retiró al Castillo de Sales el 7 de junio de 1593, para luchar contra sus dudas y tentaciones. Fue ordenado diácono el 11 de junio de 1593 y comenzó a visitar a enfermos y a presos. El 18 de diciembre de 1593 fue ordenado sacerdote y nombrado preboste del capítulo de Ginebra en Annecy.
En estos años el calvinismo empezaba a extenderse por la región de Saboya y el duque, Carlos Manuel I, quiso restaurar la religión católica. En 1594 Carlos Manuel I le pidió al obispo Claude de Granier que enviase misioneros y Francisco de Sales se presentó como voluntario. Para ello llevó la Biblia y el libro Controversias de Roberto Belarmino. Dejó Annecy el 9 de septiembre de 1594 y, por razones de seguridad, se instaló en la Fortaleza de Allinges.
Luego fue a Thonon-les-Bains, la ciudad más importante de la provincia de Chablais, donde predicó en la única iglesia que se había mantenido católica. El invierno de 1594-1595 resultó difícil: además del rigor del clima, a los protestantes se les prohibió ir a los sermones de Francisco de Sales y le difamaron. Uno incluso habría tratado de asesinarlo, pero el sacerdote rechazó cualquier escolta militar, sin querer nada del poder de las armas.
Tenía sus sermones impresos en hojas sueltas, que dejaba por la ciudad. Esa es una de las razones por las cuales la Iglesia Católica lo nombró patrón de los periodistas y de los escritores. A pesar de sus esfuerzos, hubo pocas conversiones espectaculares, como la del abogado Pierre Poncet, el 11 de abril de 1595. Escribió a Carlos Manuel I sobre el progreso de su misión. En la Pascua de 1595 se fue a Annecy para participar en un sínodo organizado por el obispo. Regresó a Thonon-les-Bains, a pesar de algunas dificultades financieras, y reanudó las discusiones teológicas y las visitas de enfermos.
El 19 de febrero de 1596 Antoine de Saint-Michel, señor de Avully y presidente del consistorio, se convirtió al catolicismo en la iglesia de Thonon-les-Bains. Posteriormente, Francisco de Sales, acompañado por Antoine de Saint-Michel, Pierre Poncet, y otros, fue a Ginebra a debatir con el calvinista Antoine de La Faye.
Francisco de Sales fue a Turín para pedir a Carlos Manuel I autorización para celebrar la misa en público. Se le dio permiso en enero de 1597 y, por lo tanto, restauró la misa en Thonon. También pudo recuperar objetos litúrgicos puestos a salvo por la Orden de los Santos Mauricio y Lázaro, que, con el acuerdo del Papa, los había incautado para evitar un saqueo durante la guerra contra los calvinistas de Berna.
Con la autorización del papa Clemente VIII, Francisco de Sales se reunió en secreto con Teodoro de Beza, sucesor de Calvino y discutió de cuestiones de teología, sobre todo de la importancia de las obras en la vida cristiana. Entonces era ayudado en su misión por otros cuatro sacerdotes.
Una gran parte de los habitantes de la provincia de Chablais se convirtieron al catolicismo entre 1597 y 1598. El obispo Claude de Granier nombró a Francisco coadjutor en 1598. El obispo quería que fuera su sucesor, y envió una solicitud al papa el 29 de agosto de 1597.
Francisco partió hacia Thonon para organizar una gran celebración litúrgica. Luego recibió la visita del cardenal legado de Médici, el futuro papa León XI. Carlos Manuel I organizó una suntuosa recepción en la Iglesia de San Agustín de Thonon. En algo más de semana y media se convirtieron 2300 personas.
Por entonces, el duque decidió aplicar un principio político y jurídico entonces generalizado: cuius regio, eius religio. Restableció así el catolicismo en el Chablais obligatoriamente, aunque fuera a costa de la confiscación y destrucción de las publicaciones protestantes, expulsión de los pastores calvinistas y prohibición a los protestantes de ejercer cualquier cargo público. Francisco de Sales se opuso a estos métodos, pero su formación en el derecho de entonces le llevó a respetar la autoridad. Buscó suavizar el destino de los protestantes mediante la distribución de salvoconductos y visitó a veinte exiliados de Chablais para continuar el diálogo con ellos.
El 12 de noviembre de 1598 el obispo Claude de Granier envió a Francisco de Sales al Papa para presentar su candidatura al puesto de coadjutor. El papa Clemente VIII, asistido de tres teólogos, examinó el caso antes de confirmarle como coadjutor del obispo de Ginebra el 15 de marzo de 1599 y obispo de Nicópolis ad Iaterum. Al volver de Roma, Francisco pasó por Turín para recuperar los objetos litúrgicos que había estado guardando la Orden de San Mauricio para llevarlos a de regreso a las parroquias de Chablais.
A semejanza del Oratorio de San Felipe Neri, que se había fundado en Roma, y con un nombre similar al Santuario de la Santa Casa de Loreto, fundó la Santa Casa de Thonon (Sainte-Maison), con el propósito de que fuese el centro católico más importante de la provincia y para convertir a los protestantes. El papa Clemente VIII aprobó la fundación con la bula Redemptoris del 13 de septiembre de 1599. Francisco de Sales también, hacia el 1600, la Cofradía de Nuestra de Nuestra Señora de la Compasión (Confrérie de Notre-Dame-de-la-Compassion), que aportó fondos para fundar un albergue educativo. También quiso instalar en la provincia de Chablais a los jesuitas.
Entre 1600 y 1601 tuvo lugar una guerra entre el reino de Francia y el ducado de Saboya, que terminó con el Tratado de Lyon. Enrique IV de Francia tuvo una reunión en Annecy con el obispo Claude de Granier y con Francisco de Sales y se comprometió a proteger todo lo que ellos habían hecho en esa región.
En 1602 el obispo Claude Granier envió a Francisco de Sales en misión diplomática a París para pedirle al rey Enrique IV que devolviera los bienes de la Iglesia confiscados en la guerra. Francisco aumentó su reputación con los sermones que dio el 27 de abril en la Catedral de Notre-Dame, a donde le habían llamado para la oración fúnebre de Felipe Manuel de Lorraine, hermano de Louise de Vaudémont y héroe de la guerra contra los otomanos.
El rey de Francia incluso le ofreció el cargo de obispo de París, oferta que rechazó diciendo que se había casado con una esposa pobre y que no podía dejarla por otra rica. Pasó nueve meses en París. Allí conoció a Barbe Jeanne Avrillot de Acarie, y la ayudó en su labor de instaurar en Francia la Orden de las Carmelitas Descalzas, que había fundado en España santa Teresa de Ávila. Barbe Jeanne Avrillot de Acarie pasó a ser la beata María de la Encarnación.
En París conoció a Antoine des Hayes, noble encargado del hotel del rey Enrique IV, al cual escribió una carta en 1608.
El 8 de diciembre de 1602, Francisco de Sales fue ordenado obispo de Ginebra en Thorens por Vespasien Gribaldi, arzobispo emérito de Viena y metropolitano de Ginebra. El nuevo obispo decidió emplear el catecismo para difundir la fe católica a los creyentes de su diócesis.
En marzo de 1604, le pidieron a Francisco de Sales que diera los sermones de la Cuaresma en Dijon, a lo que accedió. Él encontró a dos de sus grandes discípulos, Jacqueline Coste, una antigua criada de Ginebra, y la baronesa Juana de Chantal.
Más tarde pasó a ser director espiritual de Juana de Chantal. En 1607, con el jurista Antoine Favre, presidente del senado de Saboya, fundó la Academia de Florimontane en Annays, que aunó a la élite intelectual y artística de la región, para educar a la población. Esta fundación inspiró, 28 años después, la creación de la Academia Francesa en París por el cardenal Richelieu.
En 1607 reemplazó a los canónigos agustinos de la Abadía de Abondance por los cistercienses feuillants.
En 1609, Francisco de Sales recibió y cumplió el encargo de restablecer la Orden de San Benito en la Abadía de Talloires. Se hizo amigo de Jean-Pierre Camus, a quien ordenó obispo de Belley el 30 de agosto de 1609, y que luego escribió una de sus primeras biografías, Espíritu del beato Francisco de Sales.
El papa Pablo V le envió en misión diplomática al Franco Condado, territorio español, con el propósito de arreglar el litigio sobre la propiedad de Salins-les-Thermes, que enfrentaba al clero y a la Casa de Habsburgo. El asunto se resolvió de forma favorable para todos en noviembre de 1609 en Baume-les-Dames.

### SuIntroducción a la vida devota
La esposa de un primo de Francisco de Sales, Louise du Chastel de Charmoisy, quería aprender devoción llevar una vida de oración. Durante dos años, Francisco de Sales le escribió cartas con consejos espirituales. Un jesuita le animó a publicar estos consejos. En 1608 publicó Introducción a la vida devota, que es su obra más conocida. El idioma y el estilo utilizados para esta obra son muy simples para la época, sin citas en latín o griego. Ofrece consejos devocionales a hombres y mujeres. Está dirigido a un público mucho más amplio que los tratados espirituales del aquel entonces.
El libro está dividido en cinco partes. La primera enseña cómo pasar del deseo de Dios a su concreción, la segunda parte es la búsqueda de la perfección, la tercera está dedicada a la práctica de las virtudes, la cuarta indica los obstáculos para la oración y la última considera cómo renovar el fervor de los fieles.
El libro se convirtió en un gran éxito. Se hicieron más de cuarenta ediciones durante la vida de Francisco de Sales. El rey Enrique IV lo tenía como libro de cabecera y su esposa le regaló al rey de Inglaterra un ejemplar adornado con diamantes.

### Fundación de la Orden de la Visitación

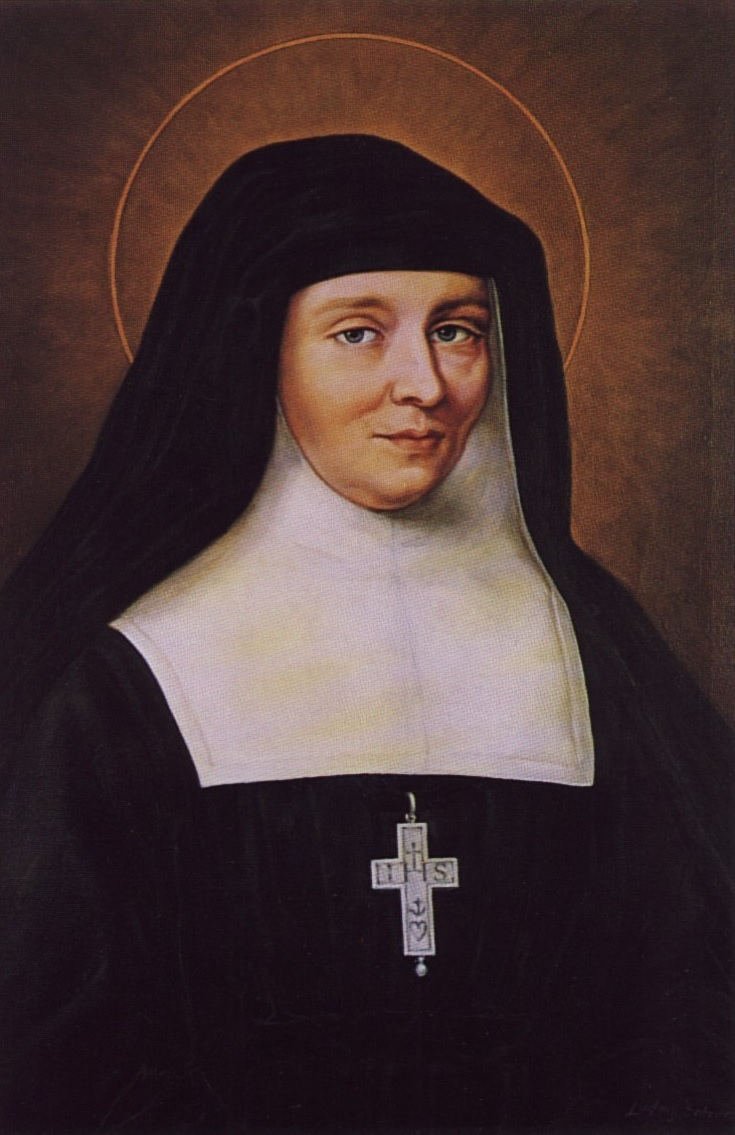
Santa Juana Francisca de Chantal

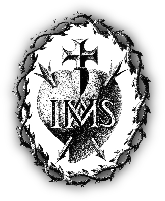
Escudo de la Orden de la Visitación de Santa María

Francisco de Sales mantuvo correspondencia con la baronesa Juana Francisca Frémyot de Chantal, la joven con la que se había encontrado en 1604 en Dijon.
El 6 de junio de 1610 Francisco de Sales, Juana de Chantal y Charlotte de Bréchard fundaron en Annecy, Francia, la Orden de la Visitación de Santa María, establecida inicialmente en un modesto edificio conocido como Casa de la Galería, de la cual se conserva la bodega. El nombre hace referencia a la Visitación de la Virgen María a santa Isabel. Las primeras constituciones fueron escritas en 1613 por Francisco de Sales. El obispo de Lyon, Denis-Simon de Marquemont, estuvo en contra de aquella orden porque consideraba que no era la vida conventual habitual. En 1617 se aprobaron unas nuevas reglas, similares a las de las agustinas, pero con características de la religiosidad de su fundador. También promueve la devoción al Sagrado Corazón de Jesús. La orden fue aprobada por la Santa Sede en 1618. En 1622 había 13 conventos de salesas (o "visitandinas") y en 1641 había 87. En 1990 había 167 conventos en 32 países.
En 1615 Francisco de Sales escribió el Tratado sobre el amor de Dios, una de sus principales obras. Trata de la vida espiritual y lo escribió para que fuese leído también por las religiosas de la Orden de la Visitación.

### Continuación de su apostolado
En 1617 Antonine de Billy, corrector del convento de los mínimos de Grenoble, lo nombró miembro de la Tercera Orden Mínima.
Su confesor en Annecy fue Michel Favre.
Es muy conocido por su amabilidad. Francisco de Sales resumió su labor a Juana de Chantal con esta frase: Yo he repetido con frecuencia que la mejor manera de predicar a los herejes es el amor, aun sin decir una sola palabra de refutación contra sus doctrinas.
En 1619 acompañó a París a Carlos Manuel I para la boda de su hijo Víctor Amadeo con Cristina de Francia, hija del rey Enrique IV de Francia. Entonces tenía ya una gran reputación. Dio muchas charlas y consejos espirituales en París y fue director espiritual de Angélica Arnauld, abadesa de Port-Royal des Champs. Se encontró con Vicente de Paúl, futuro santo. El cardenal de Retz incluso sugirió que se convirtiera en su coadjutor y que le sucediese posteriormente. Desde París, Francisco solicitó la construcción del Santuario de La Benite Fontaine, dándole un reconocimiento a aquel lugar sagrado. Regresó en 1620 a Annecy, donde su hermano fue nombrado obispo coadjutor. Visitó en muchas ocasiones la Abadía de Santa Catalina de Vovray-en-Bornes, de bernardinos, y contribuyó a la reforma de esta congregación.
En 1622 presidió, por encargo del papa, el capítulo de la Orden de los Feuillants en Pignerol. Ese año fue invitado a Turín por Margarita, duquesa de Mantua. Su padre, Carlos Manuel I, le encargó una nueva misión diplomática en París. De camino pasó por los conventos de la Orden de la Visitación. Pasó por el de Annecy y en el de Lyon se encontró con Juana de Chantal. Murió el 28 de diciembre de 1622 en Lyon, en olor de santidad. El 24 de enero de 1623 sus restos fueron traslados al Convento de la Visitación de Annecy.
Su corazón está el convento de Lyon, en un relicario de oro donado por Luis XIII.
En la autopsia se encontró un gran número de piedras en la vesícula.
En 1632 el cuerpo fue exhumado para su veneración, y se encontró en perfecto estado. Entonces se produjo un milagro en el que el santo tocó el velo de Juana de Chantal, que rezaba a su lado. En 1642 falleció Juana de Chantal, que también fue enterrada en este convento.
En 1909 comenzó la construcción del nuevo convento en Annecy. Las monjas se trasladaron a él en 1911. Ese año se llevaron los restos de los dos santos a la iglesia del nuevo emplazamiento. Las obras del convento terminaron en 1930. Las obras del templo tuvieron lugar entre 1922 y 1930. La nueva iglesia fue consagrada por el cardenal Federico Tedeschini en 1949. En 1951 adquirió el rango de basílica.

## Canonización y declaración como Doctor de la Iglesia

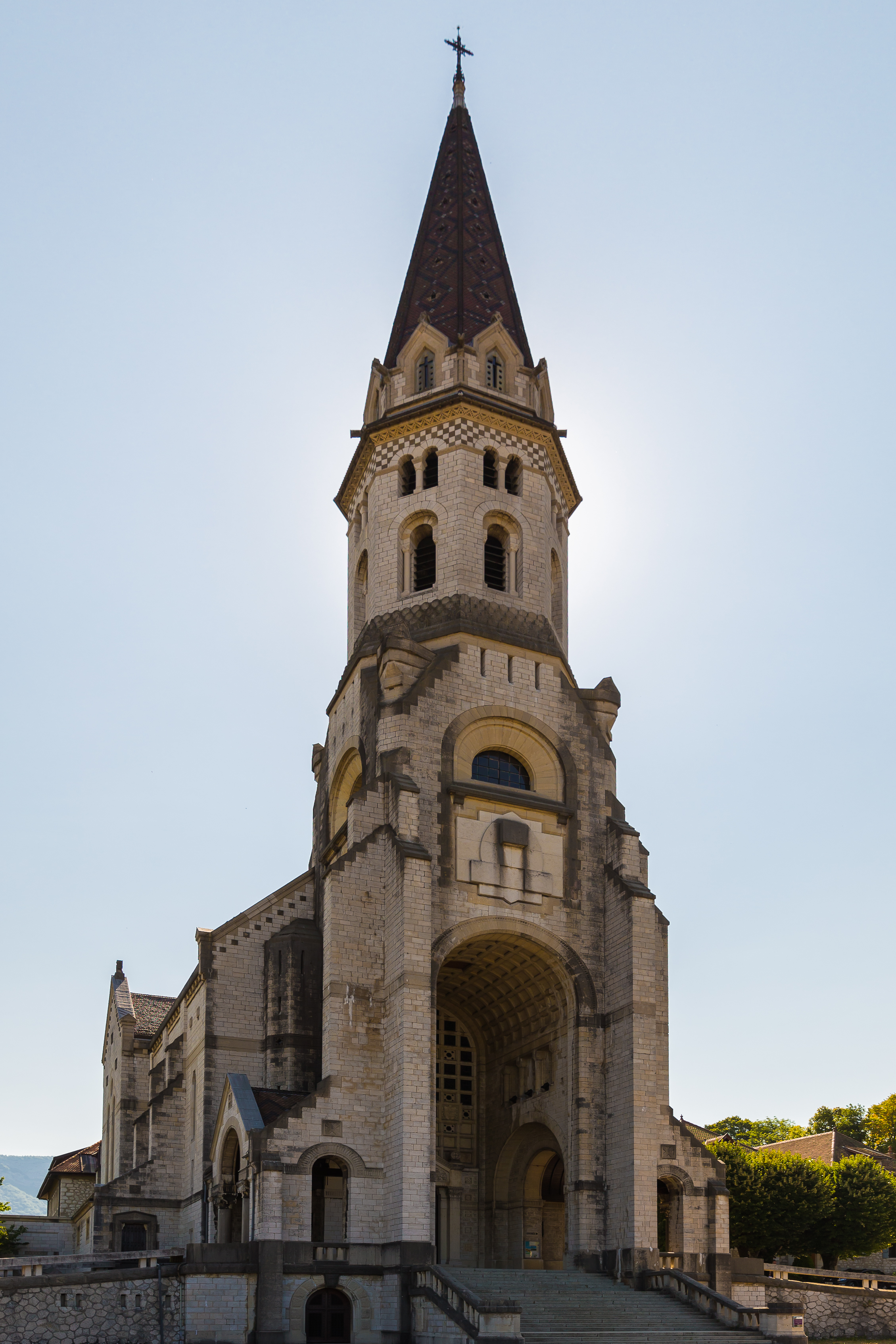
Basílica de la Visitación de Annecy.

Maupas du Tour, capellán de Ana de Austria, favoreció el proceso de canonización. Fue beatificado el 28 de diciembre de 1661 y canonizado el 16 de abril de 1665 por Alejandro VII.
En 1838 Pierre-Marie Mermier, obispo de la diócesis de Annecy, fundó los Misioneros de San Francisco de Sales, una congregación para la predicación itinerante, la educación de la juventud y las misiones en lugares lejanos. Están presentes en 16 países.
San Juan Bosco, ordenado sacerdote en 1841, realizó una gran labor pastoral en la región, teniendo como modelo a este santo. Creó el Oratorio de San Francisco de Sales en el barrio de Valdocco de Turín. En 1854 se llamaron salesianos. En 1859 creó la Pía Sociedad de San Francisco de Sales. En la actualidad es una de las principales órdenes religiosas de la cristiandad. En 2009 estaba presente en 131 países.
Fue declarado doctor de la Iglesia por la bula Breve Dives in misecordia del 16 de noviembre de 1877, del beato Pío IX.
Con motivo del tercer centenario de su muerte, el papa Pío XI escribió la encíclica Rerum omnium perturbationem, del 26 de enero de 1923, donde le nombró oficialmente patrón de los escritores y pidió a los periodistas y escritores católicos que se fijasen en la moderación y la caridad de san Francisco de Sales.
Con motivo del tercer centenario de su nacimiento, el papa san Pablo VI escribió una epístola apostólica titulada Sabaudiae gemma el 29 de enero de 1967, donde elogia su figura y habla de la defensa del catolicismo en un contexto de ecumenismo.
El 7 de octubre de 1986, durante su peregrinaje apostólico por Francia, san Juan Pablo II visitó la iglesia basilical de Annecy donde están enterrados Francisco de Sales y Juana de Chantal y dio un discurso a las religiosas de la Orden de la Visitación. También dio una misa frente a 80 000 personas en los terrenos del municipio. En su homilía elogió a san Francisco de Sales y a santa Juana de Chantal.
Con motivo del cuarto centenario de su muerte, el papa Francisco escribió la carta apostólica Totum amoris est, del 28 de diciembre de 2022.

## Obras
Entre sus principales escritos están:
- Controversias: son los folletos que san Francisco de Sales repartía casa por casa en Chablais, tratando principalmente de refutar las ideas calvinistas y resaltando la defensa de la primacía de Simón Pedro. Una parte de estos textos fueron publicados en un compendio realizado por santa Juana de Chantal sobre la obra del autor de 1629.[97] Fueron publicadas por primera vez en 1672.[98]
- Virtud de la Señal de la Cruz. Cómo debe ser honrada la Cruz. La Cruz es santamente venerada. Publicada en 1597.[99]
- Consideración sencilla sobre el Símbolo [Credo] de los Apóstoles, para confirmación de la fe católica, tocante al Santísimo Sacramento del altar. Publicada en 1598.[100]
- Defensa del estandarte de la Cruz. Fue escrita en 1598. Se publicó en el 1600.[101]
- Instrucción a los confesores. Fue publicada en 1603.[100]
- Introducción a la vida devota: Fue publicada en 1608, con una segunda edición corregida de 1619.[102] Son cartas dirigidas a una tal "Filotea", nombre que en realidad se refiere a quien lee el libro, y que logró una gran llegada al público de todo tipo, por la espiritualidad que plasmaba y la psicología que manejaba. Fue traducida al español en 1618 por Sebastián Fernández de Eyzaguirr[103] y por Francisco de Quevedo en 1634.
- Tratado del amor de Dios. Está dirigido a un tal Teótimo[104] (nombre que significa "honor de Dios"). Fue publicado en 1616.[100] También fue publicado en el compendio realizado por Juana de Chantal de la obra del autor en 1637.[105]
- Ensayo sobre la ética cristiana. Publicado en el compendio de 1629.[97]
- Tratado sobre la Eucaristía. Escrito hacia el 1600. Publicado en el compendio de 1629.[97]
- Dos tratados sobre la virginidad de la Santísima Virgen María. Escritos hacia el 1600. Publicados en el compendio de 1629.[106]
- Tratado sobre demonomanía. Escrito hacia el 1600. Publicado en el compendio de 1629.[106]
- Conferencias espirituales o Pláticas, una colección que las hermanas de la Visitación conservaron cuando el santo iba a visitarlas y a conversar con ellas. Estos escritos estuvieron en los conventos de la orden. Santa Juana de Chantal los publicó en 1629.[97]
- Sermones. Muchos de estos sermones fueron publicados en el compendio de 1629.[97]
- Cartas. Santa Juana de Chantal realizó un libro con 520 de sus cartas en 1626.[107] 532 cartas fueron publicadas en un compendio realizado por santa Juana de Chantal de la obra del autor de 1637.[105]
- Opúsculos. Textos breves. Muchos de ellos fueron publicados por el fraile mínimo Riviere en una biografía del santo realizada en 1624.[107]